# Újezd, Znojmo
Újezd là một làng thuộc huyện Znojmo, vùng Jihomoravský, Cộng hòa Séc.